# UFC: Fight for the Troops 3
UFC: Fight for the Troops 3 (ou UFC Fight Night 31) é um evento de artes marciais mistas promovido pelo Ultimate Fighting Championship, é esperado para ocorrer no dia 6 de novembro de 2013 no Fort Campbell em Fort Campbell, Kentucky. O evento será transmitido na Fox Sports 1.

## Background
O evento principal era esperado para ser a luta entre o estreante na categoria dos médios e ex-Campeão Meio Pesado do UFC Lyoto Machida contra o ex-desafiante do Cinturão Peso Médio do Strikeforce Tim Kennedy. Porém, Machida foi chamado para substituir o lesionado Michael Bisping no UFC Fight Night: Machida vs. Muñoz, Kennedy agora enfrentará Rafael Natal.
A luta entre George Roop e Francisco Rivera que aconteceria no UFC 166 foi atrasada para esse evento.
Nik Lentz foi brevemente ligado à luta contra Dennis Bermudez. Porém, Lentz foi removido da luta e foi colocado para enfrentar Chad Mendes em 14 de Dezembro de 2013 no UFC on Fox: Pettis vs. Thomson. Ele foi substituído por Steven Siler.
O brasileiro Antônio Braga Neto estava escalado para enfrentar o americano Derek Brunson no evento, mas uma lesão o impediu de continuar e teve de ser substituído pelo também americano Brian Houston.

## Bônus da Noite
- Luta da Noite:  Rustam Khabilov vs.  Jorge Masvidal
- Nocaute da Noite:  Tim Kennedy
- Finalização da Noite:  Michael Chiesa